# Fedikhola
Fedikhola – gaun wikas samiti w zachodniej części Nepalu w strefie Gandaki w dystrykcie Syangja. Według nepalskiego spisu powszechnego z 2001 roku liczył on 1530 gospodarstw domowych i 6658 mieszkańców (3703 kobiet i 2955 mężczyzn).